# Columbia Aircraft
La Columbia Aircraft Manufacturing Corporation était une entreprise d'aviation qui concevait et construisait des avions légers. En novembre 2007 la compagnie devint une filiale de Cessna.